# Joseph Pierre LaSalle
Joseph Pierre (Joe) LaSalle (State College, 28 de maio de 1916 – Little Compton, 7 de julho de 1983) foi um matemático estadunidense. Foi especialista em sistemas dinâmicos e responsável por contribuições fundamentais à teoria da estabilidade, como o princípio da invariância de LaSalle que leva seu nome.

## Biografia
Joseph LaSalle obteve um Ph.D. com a tese ″Pseudo-Normed Linear Sets over Valued Rings″ no Instituto de Tecnologia da Califórnia em 1941. Em 1946 tornou-se professor assistente do Departamento de Matemática da Universidade de Notre Dame, onde permaneceu até 1958, tornando-se professor pleno em 1956. Durante uma visita na Universidade de Princeton em 1947-1948, LaSalle desenvolveu profundo interesse em equações diferenciais através de sua interação com Solomon Lefschetz e Richard Bellman, com os quais desenvolveu uma amizade próxima. De 1958 a 1964 LaSalle trabalhou no Research Institute for Advanced Studies (RIAS) em Baltimore, onde trabalhou juntamente com Lefschetz e publicou em 1960 sua extensão da teoria da estabilidade de Lyapunov, conhecida atualmente como princípio da invariância de LaSalle.
Em 1962-1963 foi presidente da Society for Industrial and Applied Mathematics (SIAM) e foi um membro de seu conselho de administração em 1964-1967. Em 1964 LaSalle fundou o Journal of Differential Equations e serviu como seu editor-chefe até 1980.
Em 1964 tornou-se o primeiro diretor do Center for Dynamical Systems da Universidade Brown, onde foi também presidente da Division of Applied Mathematics em 1968-1973.
Juntamente com Jack Kenneth Hale recebeu o Prêmio Chauvenet de 1965, pelo artigo ″Differential Equations: Linearity vs. Nonlinearity″, publicado no SIAM Review. Em 1975 recebeu uma bolsa Guggenheim para matemática aplicada.

## Obras
Livros
- LaSalle, Joseph P.; Lefschetz, Solomon (1961). Stability by Liapunov's Direct Method with Applications. Col: Mathematics in science and engineering. 4. [S.l.]: Academic Press
- LaSalle, Joseph P. (1976). The Stability of Dynamical Systems. Col: CBMS-NSF Regional Conference Series in Applied Mathematics. [S.l.]: SIAM. ISBN 978-0-89871-022-9. doi:10.1137/1.9781611970432
- LaSalle, Joseph P. (1986). The stability and control of discrete processes. Col: Applied Mathematical Sciences. 62. [S.l.]: Springer. ISBN 978-0387964119
- Hermes, Henry; LaSalle, Joseph P. (1969). Functional Analysis and Time Optimal Control. Col: Mathematics in Science and Engineering. 56. [S.l.]: Academic Press. ISBN 978-0123426505

Artigos
- J. LaSalle (julho de 1949). «Uniqueness theorems and successive approximations». Annals of Mathematics. 50 (3): 722–730. doi:10.2307/1969559
- LaSalle, J. P. (dezembro de 1960). «Some extensions of Liapunov's second method» (PDF). IEEE. IRE Transactions on Circuit Theory . 7 (4): 520–527. doi:10.1109/TCT.1960.1086720. Consultado em 17 de setembro de 2016
- LaSalle, Joseph P.; Hale, Jack K. (julho de 1963). «Differential Equations: Linearity vs. Nonlinearity» (PDF). SIAM. SIAM Review. 5 (3): 249–272. doi:10.1137/1005068. Consultado em 4 de julho de 2016
- Bellman, R.E., LaSalle, J.P. On Non-Zero-Sum Games and Stochastic Processes, Project RAND Research Memorandum, RM-212, 19 August 1949. (URL)
- Bellman, R.E., Blackwell, D., LaSalle, J.P. Application of Theory of Games to Identification of Friend and Foe, Project RAND Research Memorandum, RM-197, 28 July 1949. (URL)
- LaSalle, J.P. Stability theory for ordinary differential equations, Journal of Differential Equations, volume 4, issue 1, pp. 57–65, 1968. (URL)
- LaSalle, J.P. An Invariance Principle in the Theory of Stability, Brown University, Center for Dynamical Systems, Technical Report 66-1, 1966. (PDF)
- LaSalle, J.P. Stability and Control, SIAM Journal of Control, 1962. (URL)
- LaSalle, J.P. Recent Advances in Liapunov Stability Theory, SIAM Review, vol. 6, no. 1, January 1964. (URL)
- LaSalle, J.P. The Second International Congress of IFAC on Automatic Control, SIAM Review, vol 6., no. 3, July 1964. (URL)